# A3-Report
Als A3-Report wird eine formularartige Dokumentenvorlage bezeichnet, die zur Identifizierung und Lösungsfindung von Problemstellungen im Qualitätsmanagement eingesetzt wird. Sie dient der Prozessplanung und -optimierung und beinhaltet neben Bildern auch Diagramme und Graphiken um ein besseres Verständnis der zu analysierenden Informationen zu ermöglichen.
Der Name geht auf das dabei verwendete DIN-A3-Papierformat zurück, das eine übersichtliche und ausreichende Darstellung des Problems und seiner Lösungsansätze ermöglicht. Der A3-Report ist ein Qualitätsmanagement-Werkzeug, das im kontinuierlichen Verbesserungsprozess zur Erarbeitung von Verbesserungsvorschlägen und Steigerung der Wettbewerbsfähigkeit eines Unternehmens verwendet wird. Es gibt verschiedene Arten von A3-Reports, die sich nach Art des Anwendungsbereiches in ihrer Zielsetzung unterscheiden.

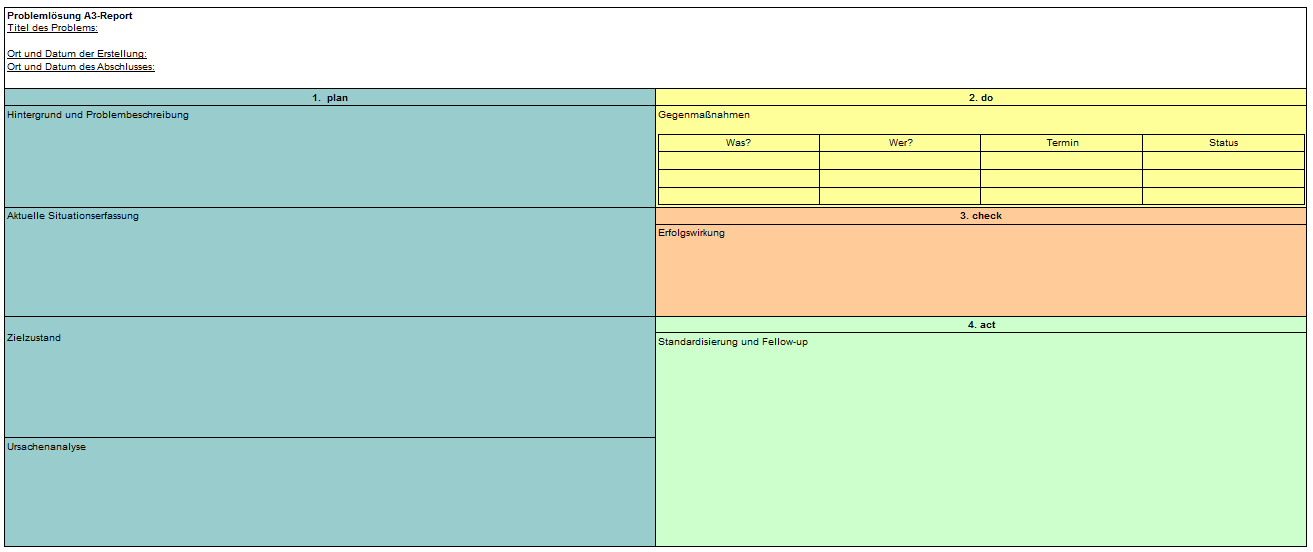
Formatvorlage eines klassischen A3-Reports

## Geschichte
Bekannt wurde der A3-Report durch das multinationale Unternehmen Toyota, das diesen zur Leistungsoptimierung des Unternehmens einführte. Bis heute wurde es von keinem anderen amerikanischen Unternehmen in Effizienz und Effektivität im Leistungsprozess übertroffen. Seinen Ursprung hat der A3-Report jedoch außerhalb von Toyota (Japan), dem Hauptsitz des Unternehmens.
Historisch gesehen wurde die Entwicklung des Formulars von mehreren Faktoren beeinflusst: Die Idee der Erstellung eines Werkzeugs in Form eines einzelnen Bogen Papiers zur Zusammenfassung und Darstellung eines auftretenden Problems geht dabei auf den rumänisch-amerikanischen Wirtschaftsingenieur Joseph M. Juran zurück, der als Wegbereiter des Qualitätsmanagements gilt und unter anderem ein Berater von Mr. Toyoda (Gründer des Unternehmens Toyota) war, zurück.
Juran stellte dem Unternehmen in den 1950er-Jahren den PDCA-Zyklus für Management vor, der auf den Plan-Do-Check-Act-Kreis von William Edwards Deming zurückzuführen ist. 1962 wurde auf Bestehen des ehemaligen Präsidenten Chairman Eiji Toyoda hin ein offizielles Programm für die totale Qualitätskontrolle (TQC) eingeführt, das strengere Verfahren für die statistische Qualitätskontrolle und ein Verfahren beinhaltet, das aus 12 Maßnahmen zusammengesetzt ist und die Tätigkeiten der Qualitätskontrolle in Produktion und Fertigung zusammenfasst.
Weiterhin wurde das Format durch die damalige Führungsspitze des Unternehmens beeinträchtigt, das Sichtkontrollen bevorzugte und lange textbasierende Berichte ablehnte. Der Leiter der Umsetzung des Produktionssystems von Toyota, Taiichi Ōno, war bekannt dafür, Berichte, die das Ausmaß einer Seite überschreiten, nicht zu lesen.
Heute verwendet Toyota den perfektionierten A3-Report zur strukturierten Darstellung des PDCA-Managements um ein genaues Verständnis eines Problems zu ermöglichen und effektive Lösungsansätze zu finden.

## Struktur
Die Din-A3 Vorlage wird im Querformat verwendet und ist in zwei Hälften aufgeteilt. Neben einem aussagekräftigen Titel, der das zu lösende Problem konkret beschreibt, beinhaltet der A3-Report die vier Phasen des Demingkreises. Dabei ist auf der linken Seite ausschließlich die Plan-Phase und auf der rechten die Phasen Do, Check und Act zur Bearbeitung aufgeführt. Die Durchführung erfolgt mit der linken Seite beginnend und wird auf der rechten Seite weitergeführt, wobei der Inhalt des A3-Repots eine fließende Erzählung darstellt.

### Die vier Phasen des PDCA-Zyklus
Der PDCA-Zyklus wird in vier Phasen unterteilt:
- Planung (Plan): In der ersten Phase ist es notwendig das auftretende Problem und den Ist-Zustand im Unternehmen zu dokumentieren und mögliche Ursachen zu identifizieren. Daraus lässt sich ein klar definiertes Ziel formulieren und Ansätze dieses zu erreichen erarbeitet.

- Ausführung (Do): Die Do-Phase beinhaltet die Ausarbeitung möglicher Ansätze um das gesteckte Ziel zu erreichen.

- Überprüfung (Check): Die Erkenntnisse und erzielten Ergebnisse, die bei Anwendung der in der vorangegangenen Phase erarbeiteten Ansätze werden erfasst und mit den erwarteten Resultaten verglichen. Weiterhin ist die Kontrolle der Effektivität der Ansätze zum Erreichen des in Plan-Phase gesteckten Ziels notwendig. Bei eventueller Unwirksamkeit der ausgearbeiteten Strategien müssen diese modifiziert werden.

- Eingreifen (Act/Adjust): Die Act-Phase setzt sich aus der Beurteilung und Bewertung der zusammengefassten Ergebnisse, sowie der Erstellung einer Bemessungsgrundlage für weitere Verbesserungen zusammen.

### Sieben Analyse- und Arbeitsschritte
Untergliedert ist die Formatvorlage weiterhin in sieben Analyse- und Arbeitsschritte, die den A3-Report in einzelne Segmente teilen. Dabei beziehen sich die Analysenschritte 1–4 auf die Planphase und sind somit auf der linken Hälfte des Papierbogens zur Bearbeitung aufgeführt. Die Schritte 5–7 dagegen schließen die Phasen Do, Check und Act ein und sind somit auf der rechten Papierhälfte aufgelistet. Die sieben Analysenschritte gehen also auf den PDCA-Zyklus zurück:
1. Hintergrundinformation: Der erste Arbeitsschritt dient der klar verständlichen Beschreibung eines relevanten Problems und dessen Auswirkungen in Bezug auf das Erreichen eines Unternehmensziels. Dabei werden alle Involvierten mit einbezogen um die Relevanz des Problems für den Erfolg eines Unternehmens und den Grund der angestrebten Problemlösung nachvollziehen zu können.
2. Aktuelle Information: Die Beschreibung der aktuellen Situation beinhaltet detaillierte Fakten bezüglich des vorliegenden Ist-Zustands. Um für ein klares Verständnis der Daten beim Anwender zu sorgen, werden im A3-Report häufig Grafiken, Schaubilder und/oder Diagramme verwendet, die ein möglichst einfaches Aufzeigen der tatsächlichen Lage durch visuelle Ausgestaltung ermöglichen. Durch hervorgehobene Markierungen, wie etwa „Blitze“, wird auf besonders wichtige Elemente und Leitworte hingewiesen. Hieraus soll die Wichtigkeit des Problems für das Unternehmen ersichtlich werden. Darüber hinaus ist die Ermittlung des Entstehungsortes des definierten Problems notwendig um mögliche Kontraindikatoren zum Erreichen des Ziels zu identifizieren.
3. Zielzustand: Ein klar definierter Soll-Zustand ist notwendig um eine schnelle und effektive Lösung der bestehenden Herausforderung zu erarbeiten. Ausgehend einer Zielvorstellung ist die Umsetzung der Maßnahmen zur Problembehebung weniger kompliziert und führt zu effektiveren Lösungen aufgrund des Rückwärtsdenkens. Der auf die Zielsituation gerichtete Fokus der Anwender ermöglicht zudem die Kontrolle darüber, inwiefern die Ansätze zum Erreichen des geplanten Zustands beitragen. So kann einem ineffizienten Arbeitsvorgangs umgehend entgegengewirkt werden um Zeit und Ressourcen bei der Ausarbeitung von Lösungsstrategien einzusparen. Zudem lassen sich erarbeitete Lösungsansätze in Bezug auf den Ziel-Zustand vergleichen und erfolgversprechende auswählen.
4. Ursachenanalyse: Um die Gründe der Problementstehung und des daraus resultierenden Ist-Zustands aufzuzeigen wird neben dem Ishikawa-Diagramm auch häufig die 5-W-Fragemethode angewendet, die der Ursache-Wirkung-Bestimmung im Qualitätsmanagement dient. Die übersichtliche (visuelle) Darstellung dient dem Aufzeigen der Ursachen, damit alle Mitwirkenden diese verstehen und Ansatzpunkte für wirksame Maßnahmen zu deren Behebung ausarbeiten können. Ziel der Ursachenanalyse ist dabei die Ermittlung der direkten Einflussfaktoren auf das Problem und die Eliminierung der Kernursachen.
5. Gegenmaßnahmen: Die Maßnahmen, die zur Beseitigung der Problemursachen und langfristigen Verbesserung des Ist-Zustands ausgeführt werden sollen, werden in diesem Schritt strukturiert aufgelistet. Er beinhaltet zudem eine Begründung für die Anwendung der geplanten Aktionen. Um die Gegenmaßnahmen übersichtlich und eindeutig darzustellen, werden die fünf W-Fragen (Wie? Wann? Wo? Wer? Was?) zu Hilfe genommen.
6. Erfolgswirkung: Dieser Schritt dient der Überprüfung des Prozesses. Dabei wird untersucht, ob die angewendeten Gegenmaßnahmen zum Erreichen des Ziels geführt haben. Zur Erleichterung des Verständnisses werden übersichtliche grafische Darstellungen, wie etwa Vorher-Nachher-Vergleiche, verwendet. Bei Nichterreichen des geplanten Ergebnisses und Zielabweichungen werden die Gründe für das Scheitern erarbeitet und analysiert.
7. Standardisierung und Follow-up: Bei der Bearbeitung des letzten Analysenschritts wird das gesamte durchgeführte Verfahren bewertet und zielfördernde Maßnahmen ermittelt. Diese werden standardisiert und dienen als Grundlage für den dauerhaften Erhalt und die weitere Verbesserung des Leistungserstellungsprozesses. Außerdem wird im Follow-up überdacht, inwiefern die durch den Gesamtprozess erhaltenen Erfahrungen auf andere Problem und Arbeitsbereiche anwendbar sind beziehungsweise von anderen Organisationen übernommen werden können.

## Ziele und Vorteile
- Schnelle Erkenntnis von Problemursachen: Die Anwendung des A3-Reports dient der schnellen Erkenntnis von Problemursachen im Erstellungsprozess und deren effektiven Behebung um ein Unternehmensziel zu erreichen. Das DIN-A3-Formular wird dabei so bearbeitet, dass es den Denkprozess des Anwenders widerspiegelt, was eine intensive Beschäftigung des Anwenders mit der Problemstellung vor Beginn des Ausfüllens erfordert.
- Eindeutigkeit und Verständlichkeit: Einen herausragenden Vorteil bietet die übersichtliche Darstellung auf einem einzelnen Bogen Papier, die durch Verwendung von visuellen Schaubildern, Graphiken und Tabellen optimiert wird. Das Aufzeigen komplexer Daten in anschaulicher Form sorgt für das Verständnis der Mitarbeiter für die Problemstellung und deren Ursachen. Dieses ist wichtig um gezielte Verbesserungsstrategien im Kontinuierlichen Verbesserungsprozess auszuarbeiten und zu realisieren.
- Teamfähigkeit: Da schwierige Fakten eindeutig und anschaulich aufgezeigt werden, lassen sich alle Mitwirkenden in die Bearbeitung des A3-Reports integrieren. Darüber hinaus werden die Anwender bei der Bearbeitung der einzelnen Schritte mit den gesammelten Fakten konfrontiert und dazu angeregt sich intensiv mit dem Problem, seinen Auswirkungen und Lösungsmöglichkeiten zu beschäftigen. Dies ermöglicht ein genaues Verständnis der Problematik und die Ausarbeitung eines Konzepts im Team zur langfristigen und effektiven Eliminierung der Grundursachen. Mitarbeiter von Unternehmen lernen so Probleme und deren Ursachen in Teamarbeit zu analysieren und gemeinsam Lösungsstrategien zu erarbeiten. Dies führt zu einer besseren Zusammenarbeit innerhalb aber auch zwischen verschiedenen Abteilungen und fördert die Effektivität im Arbeitsprozess.
- Vielfältigkeit und Flexibilität: Da der A3-Report nicht an strenge Vorgaben gekoppelt ist, sondern vielmehr eine variable Vorlage darstellt, kann dieser auf jedes Unternehmen und jede Problemstellung individuell angepasst werden. Dadurch wird die Ausarbeitung einer zielgerichteten und effizienten Lösungsstrategie ermöglicht. Zudem kann der A3-Report zur Steuerung von Projekten und Besprechung verwendet werden, da die klare und visuelle Darstellung von Strategien deren Entwicklung und Verfolgung aufzeigt. Außerdem lassen sich mehrere dieser Dokumentvorlagen miteinander verknüpfen, wodurch Projekte optimal koordiniert werden können.
- Kompetenzveränderung: Durch Anwenden des A3-Reports in einem Unternehmen wird die Kompetenz der Mitarbeiter zum eigenständigen Lösen und Analysieren von Problemen und Ausführen komplexer Aufgaben geschult. Weiterhin wird die team- und abteilungsübergreifende Zusammenarbeit gestärkt, da erkannte Probleme ausgetauscht und gemeinsam Lösungsstrategien erarbeitet werden können. Dies dient der effizienten und kontinuierlichen Verbesserung der Prozesse in einem Unternehmen.

## Arten von A3-Reports
Je nach Aufgabenstellung lassen sich verschiedene Arten von A3-Reports anwenden. Häufig verwendet wird dieser dabei als:
- Vorlage zur Ausarbeitung einer Verbesserungsstrategie (A3-S): Bei Erfassung von Unwirtschaftlichkeiten gilt es diese möglichst schnell und effektiv zu beseitigen. Dabei sind gezielte Strategien zur Verbesserung des Prozesses notwendig, wofür sich der aussagekräftige A3-Report eignet. (Das „S“ im Namen ist auf das Wort „Strategie“ zurückzuführen.)

- Vorlage zur Ermittlung einer Problemlösung (A3-P): Tritt im Unternehmen eine Problematik auf, ist es essentiell diese aufzudecken und mögliche Ursachen für deren Entstehung zu ergründen. Ein nützliches Werkzeug stellt dabei der A3-Report dar, der eine übersichtliche Darstellung eines Problems zulässt und die Ermittlung gezielter Lösungsansätze ermöglicht. (Das „P“ in der Abkürzung steht für die Verwendung des Reports zur „Problemlösung“.)

- Vorlage zur Themenbearbeitung in einem Team (A3- T): A3 Reports können auch in Form von Besprechungsprotokollen Anwendung finden. Die übersichtliche Darstellung eines Themas lässt dabei das Aufzeigen der unterschiedlichen Meinungen der Mitwirkenden zu. Durch die Integration jedes einzelnen erfolgt eine intensive Beschäftigung mit der debattierten Thematik, die wiederum zu deren genauen Verständnis führt. Somit können auch komplexe Themen vereinfacht und übersichtlich besprochen und bearbeitet werden. (Das „T“ im Namen steht dabei für „Teamagenda“.)